# Konga (film)
Konga è un film del 1961 diretto da John Lemont.

## Trama
Il botanico e insegnante universitario britannico Charles Decker torna dall'Africa dopo un anno. Durante quell'anno, si è imbattuto in un sistema per far crescere piante e animali fino a dimensioni enormi. Decker porta con sé dall'Uganda un cucciolo di scimpanzé di nome Konga, per testare su di esso la propria teoria. Il professore impazzisce dopo aver scoperto un siero che trasforma il suo scimpanzé in una feroce scimmia delle dimensioni di un gorilla. Per promuovere i suoi orribili esperimenti, ipnotizza la scimmia e la invia a uccidere i suoi nemici. I suoi bersagli sono Foster, rettore dell'Università e il professor Tagore, rivale di ricerche.
Durante una gita nel bosco con un gruppo di suoi studenti, il professore ha un approccio inappropriato verso Sandra. A causa di ciò viene affrontato da Bob Kenton, anch'egli pretendente della ragazza. I due hanno un violento diverbio. A seguito di ciò, Decker manda Konga a strangolarlo.
L'assistente e amante di Decker, Margaret, scopre il suo interesse per Sandra e, nell'intento di vendicarsi, inietta a Konga un'enorme quantità dello strano siero, trasformandolo in un enorme mostro e diventandone la sua prima vittima.
La grossa scimmia afferra Decker in una delle sue enormi mani, mentre Sandra viene mangiata dalle piante carnivore mutate di Decker. La furia del mostro si ferma dopo che lo stesso Konga uccide Decker e viene successivamente ucciso dall'esercito britannico. Alla sua morte, Konga torna ad essere un cucciolo di scimpanzé.

## Produzione
È stato girato ai Merton Park Studios e a Croydon per Anglo Amalgamated, poi distribuito negli Stati Uniti da American International Pictures (AIP) in Doppia programmazione con Il padrone del mondo. Anglo Amalgamated e AIP hanno fornito entrambe metà del finanziamento da 500.000 dollari per il film, ottenendo ciascuna i diritti di distribuzione nei rispettivi emisferi.
Dopo il successo del precedente film britannico di Herman Cohen Gli orrori del museo nero, film che vedeva recitare Michael Gough, Nat Cohen (che non era parente di Herman) di Anglo-Amalgamated chiese a Cohen un altro Film d'exploitation.
Poiché Cohen aveva ammirato King Kong, pensò a un film su una scimmia gigante, girato a colori. A causa del successo di Cohen con il suo I Was a Teenage Werewolf (1957), AIP utilizzò "I Was a Teenage Gorilla" come titolo di lavorazione. Cohen pagò alla RKO Pictures $ 25.000 per i diritti sul nome di Kong. Cohen ha ricordato che gli effetti speciali per il film, che è stato uno dei primi film di mostri giganti girati a colori (Eastmancolor), hanno richiesto diciotto mesi per essere completati. La scena culminante nelle strade di Londra è stata possibile solo convincendo la polizia che le scene potevano essere girate a tarda notte su strade sostanzialmente vuote. La combinazione di set in miniatura di un attore in costume da gorilla e dell'uso di mascherine per sovrapporre le immagini ha reso il risultato tecnico della produzione migliore di quanto il suo magro budget avrebbe consentito.
Un attore sconosciuto (e non accreditato) di nome Paul Stockman era l'uomo dentro il costume da scimmia. In un'intervista, ha raccontato:

## Accoglienza
Konga è uscito al cinema come parte di una doppia programmazione con Il padrone del mondo. Il film è stato recensito sul The New York Times. Il critico cinematografico Eugene Archer ha riportato come durante la proiezione, il film venisse accompagnato da "risatine fuori luogo" ed è stato ulteriormente commentato così: "... il 'Konga' britannico non è altro che un 'King Kong estremizzato', interpretato esageratamente da Michael Gough e con una scimmia dall'aspetto improbabile".
In una successiva recensione del film da parte della rivista Time Out, Konga è stato considerato un "film di mostri inetto, sciocco e ridicolmente divertente, con Gough nei panni del pazzo che inietta ad uno scimpanzé un siero per la crescita, solo per vederlo trasformarsi in un attore non accreditato con un costume da gorilla. Successivamente la scimmia afferra una bambola di Michael Gough e si dirige verso il Big Ben. Profondamente politico." Su Rotten Tomatoes, il film ha un indice di gradimento del 33% basato su sei recensioni, con una valutazione media ponderata di 4,4/10.

## Altri media
Konga è stato pubblicato in DVD dalla MGM (successore di AIP) nella regione 1 il 6 dicembre 2005 come disco standard a schermo intero e poi l'11 settembre 2007 sempre nella regione 1 come parte della raccolta "Midnite Movies" della MGM con Yongary il più grande mostro sul primo disco e Konga sul secondo. È stato pubblicato anche su Blu-Ray da KL Studio Classics (su licenza MGM) il 3 dicembre 2019 in 'Special Edition', con il film presentato in una edizione master 2K e con caratteristiche speciali incluse (spot radiofonico, galleria di immagini e trailer cinematografico).
Konga è stata la base per una serie di fumetti pubblicata da Charlton Comics e inizialmente disegnata da Steve Ditko (prima della sua co-creazione di Spider-Man) negli anni '60.